# Live and Dangerous
Live and Dangerous è un doppio album live dei Thin Lizzy, pubblicato il 2 giugno 1978. I brani furono registrati durante i tour degli album Johnny the Fox e Bad Reputation, svoltisi rispettivamente nel 1976 e nel 1977.

## Tracce
1. Jailbreak (Lynott) – 4:31
2. Emerald (Downey, Gorham, Lynott, Robertson) – 4:18
3. Southbound (Lynott) – 3:44
4. Rosalie/Cowgirl's Song (Downey, Lynott, Seger) – 4:00
5. Dancing in the Moonlight (It's Caught Me in Its Spotlight) (Lynott) – 3:50
6. Massacre (Downey, Gorham, Lynott) – 2:46
7. Still in Love With You (Lynott) – 7:40
8. Johnny the Fox Meets Jimmy the Weed (Downey, Gorham, Lynott) – 3:32
9. Cowboy Song (Downey, Lynott) – 4:40
10. The Boys Are Back in Town (Lynott) – 4:30
11. Don't Believe a Word (Lynott) – 2:05
12. Warrior (Gorham, Lynott) – 3:52
13. Are You Ready (Downey, Gorham, Lynott, Robertson) – 2:40
14. Suicide (Lynott) – 5:00
15. Sha La La (Downey, Lynott) – 4:18
16. Baby Drives Me Crazy (Downey, Gorham, Lynott, Robertson) – 6:36
17. The Rocker (Bell, Downey, Lynott) – 3:58

## Formazione
Thin Lizzy
- Brian Downey - batteria, percussioni
- Scott Gorham - chitarra, voce
- Phil Lynott - basso, voce
- Brian Robertson - chitarra, voce secondaria

Musicisti esterni
- John Earle - sassofono in "Dancing in the Moonlight"
- Huey Lewis - armonica a bocca in "Baby Drives Me Crazy"